# Radio-Sinfonieorchester Warschau

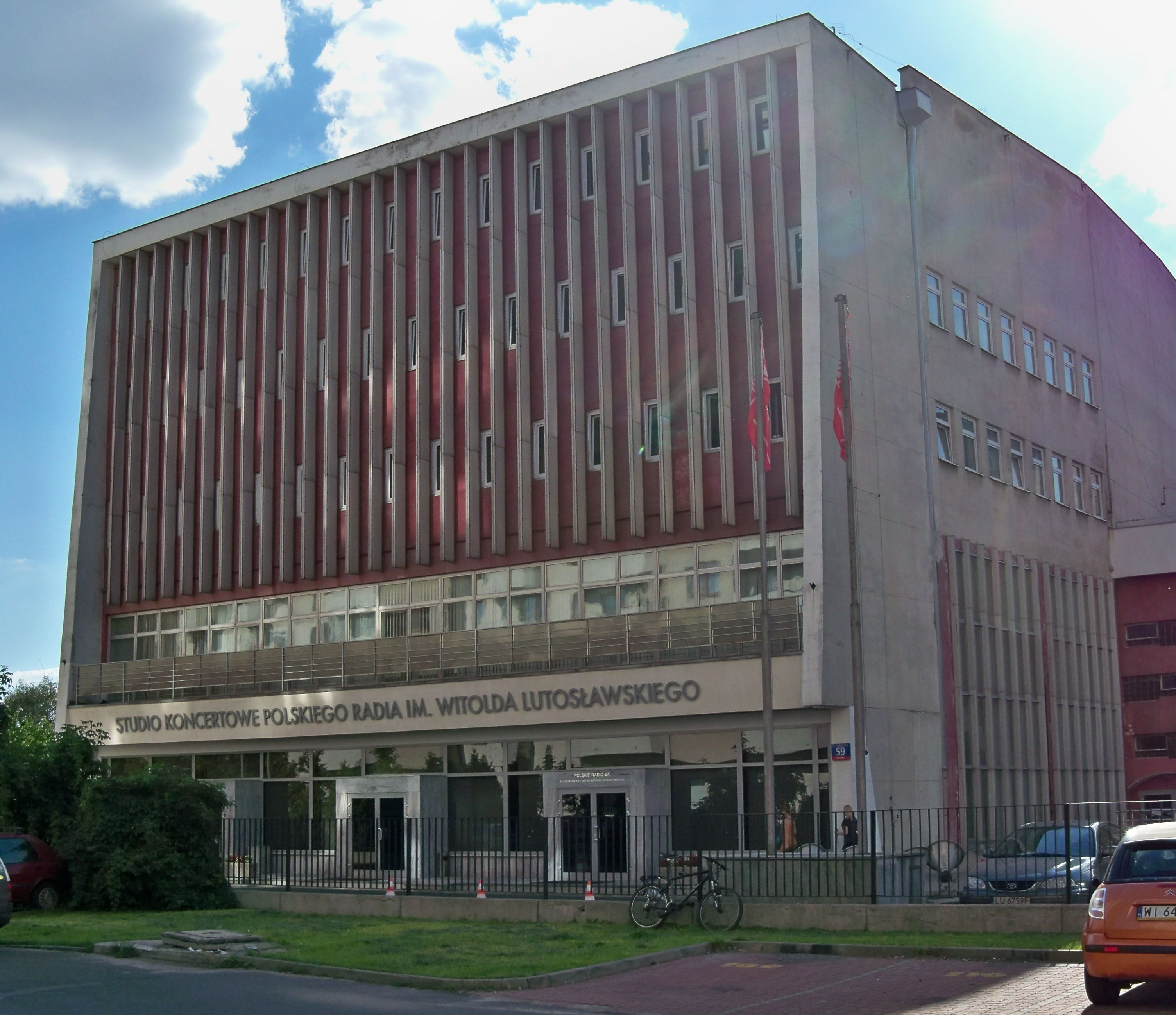
Witold-Lutosławski-Konzertstudio des Polnischen Radios in Warschau: Wirkungsstätte des RSO Warschau

Das Radio-Sinfonieorchester Warschau (poln. Polska Orkiestra Radiowa) ist ein polnisches Sinfonieorchester neben dem Nationalen Symphonieorchester des Polnischen Rundfunks (NSOPR). Künstlerischer Leiter ist seit dem 2. Februar 2015 Michał Klauza.

## Geschichte
Die Gründung des Radio-Orchesters geht auf den Dirigenten Stefan Rachoń im Jahre 1945 zurück mit der Intention, hochqualitative Aufnahmen ausschließlich fürs Polskie Radio und Telewizja Polska zu machen. Die Nachfolger Rachońs waren Włodzimierz Kamirski, Jan Pruszak, Mieczysław Nowakowski. Während der 1970er Jahre begann das Radio-Orchester zu touren und Schallplatten zu veröffentlichen, besonders Schallplatten polnischer Musik, z. B. von Wojciech Kilar, Zygmunt Krauze. Während der Amtszeit von Tadeusz Strugała (1990–1993) erhielt das Polnische Radio-Orchester seinen heutigen Namen und zog an seine neue Wirkungsstätte um – in das Witold-Lutosławski-Konzertstudio des Polskie Radio.
In den Jahren 1993 bis 2006 war Wojciech Rajski künstlerischer Leiter des Radio-Sinfonieorchesters Warschau.
Im März 2007 wurde Łukasz Borowicz auf den Posten des künstlerischen Leiters berufen, der das Orchester bis zum 31. Januar 2015 leitete. Seine gemeinsam mit Dominik Połoński aufgenommene CD erhielt 2007 den Fryderyk-Chopin-Preis. Zum Auftakt der Konzert-Saison 2007/2008 bot das Radio-Sinfonieorchester Warschau eine Konzertaufführung der Oper Falstaff dar und begann eine Zusammenarbeit mit dem Österlichen Beethoven-Festival, für das es inzwischen jährlich unter der anschließenden Veröffentlichung eines Konzertmitschnitts als CD eine weniger bekannte Oper aufführt. Im März 2008 war dies beim 12. Österlichen Beethoven-Festival die Oper Lodoïska, betreut von Christa Ludwig.
Unter der Leitung Łukasz Borowiczs ist auch zur Tradition geworden, dass das Radio-Sinfonieorchester die Konzertsaison in Warschau jeweils mit einer Aufführung unbekannter bzw. vergessener Opern polnischer Komponisten einleitet. So wurden bereits Statkowskis Maria (Saison 2008/2009), Moniuszkos Der Flößer (zur Feier des 190. Geburtstags des Komponisten im Jahre 2009), Dobrzyńskis Monbar czyli Flibustierowie (an die Oper wurde 2010 nach über 150 Jahren seit der Premiere erinnert), Nowowiejskis Legenda Bałtyku (Saisonauftakt 2011/2012), Noskowskis Zemsta za mur graniczny (Saisonauftakt 2013/2014) sowie Moniuszkos Verbum nobile aufgeführt.
Am 2. Februar 2015 wurde Michał Klauza zum künstlerischen Direktor des Radio-Sinfonieorchesters Warschau berufen. Unter seiner Leitung werden Aufnahmen mit herausragenden polnischen Sängern fortgesetzt.

## Diskografie
- Zbigniew Graca, Łukasz Borowicz: Beata Bilińska mit Beata Bilińska. CD Polskie Radio, 2004
- Ł. Borowicz: Dominik Połoński: Wiolonczela / Cello mit Dominik Połoński. CD Polskie Radio, 2006
- Ł. Borowicz: Luigi Cherubini: Lodoïska mit Solisten, Chor und Orchester des Polnischen Radios in Krakau und der Camerata Silesia. Mitschnitt vom 12. Österlichen Ludwig-van-Beethoven-Festival. CD Polskie Radio / Beethoven-Gesellschaft, 2008
- Ł. Borowicz: Giuseppe Verdi: Falstaff mit Solisten, Chor und Orchester des Polnischen Radios in Krakau. CD Polskie Radio, 2008
- Ł. Borowicz: Grażyna Bacewicz: Violin Concertos Nos 1,3 and 7 mit Joanna Kurkowicz. CD Chandos, 2009
- Ł. Borowicz: Grażyna Bacewicz: The Adventure of King Arthur, Komische Radio-Oper mit keltischen Motiven nach Sigrid Undset. CD Polskie Radio, 2009
- Ł. Borowicz: Roman Statkowski: Maria mit Solisten, Chor und Orchester des Polnischen Radios in Krakau. CD Polskie Radio, 2009
- Ł. Borowicz: Artur Ruciński: Pieśni i Arie mit Artur Ruciński. CD Polskie Radio, 2009
- Ł. Borowicz: Louis Spohr: Der Berggeist mit Solisten, Chor und Orchester des Polnischen Radios in Krakau. CD Polskie Radio / Beethoven-Gesellschaft, 2009
- Ł. Borowicz: Ewa Podleś: Rossini, Haydn, Donizetti, Verdi, Beethoven mit Ewa Podleś. CD DUX Records, 2009
- Ł. Borowicz: Musica Sacromontana - Józef Zeidler, Maksymilian Koperski mit dem RSO Warschau, der Camerata Silesia, The Katowice City Singers Ensemble. CD Polskie Radio, 2009
- Ł. Borowicz: Carl Maria von Weber: Euryanthe mit Solisten, Chor und Orchester des Polnischen Radios, dem Opernchor und der Podlaski-Philharmonie. CD Polskie Radio / Beethoven-Gesellschaft, 2010
- Ł. Borowicz: Piotr Beczała: Slavic Opera Arias mit Piotr Beczała. CD Orfeo, 2010
- Ł. Borowicz: Andrzej Panufnik: Nocturne - Symphony Works Vol. 1. CD cpo, 2010
- Ł. Borowicz: Gaetano Donizetti: Maria Padilla mit Solisten, Chor und Orchester des Polnischen Radios in Krakau, dem Opernchor und der Podlaski-Philharmonie. CD Polskie Radio / Beethoven-Gesellschaft, 2011
- Ł. Borowicz: Mariusz Kwiecień: Slavic Heros mit Mariusz Kwiecień. CD Harmonia mundi, Polskie Radio, 2011
- Ł. Borowicz: Poland abroad: Laks & Rathaus mit Solisten, Chor und Orchester des Polnischen Radios. CD EDA Records, Polskie Radio, 2011
- Ł. Borowicz: Grażyna Bacewicz: Violin Concertos Nos. 2, 4 and 5 mit Joanna Kurkowicz. CD Chandos, 2011
- Ł. Borowicz: Andrzej Panufnik: Mistica - Symphonic Works Vol. 3. CD cpo, 2011
- Ł. Borowicz: Zygmunt Noskowski: Orchestral Works Vol. 2. CD Sterling, 2011
- Ł. Borowicz: Chopin’s pupils mit Hubert Rutkowski (Klavier). CD Accord, 2012
- Ł. Borowicz: Dobrzyński: Monbar oder Flibustierowie mit Solisten, Chor und Orchester des Polnischen Radios in Krakau. CD Polskie Radio, 2012
- Ł. Borowicz: Zygmunt Noskowski: Symphonic Works Vol. 3 mit dem NSOPR unter der Leitung von Jose Maria Florencio. CD Sterling, 2013
- Ł. Borowicz: Maciej Zieliński: Symphony No V. CD DUX Records, 2013
- Ł. Borowicz: Krzysztof Penderecki: Piano Concerto "Zmartwychwstanie" mit Florian Uhlig (Klavier). CD Haenssler Classic, 2013
- Ł. Borowicz: Dobrzyński mit Emilian Madey (Klavier). CD Chandos, 2013
- Ł. Borowicz: Piotr Beczała: Verdi. CD Orfeo, 2013
- Ł. Borowicz: Italo Montemezzi: L’amore dei tre re mit Solisten, Chor und Orchester der Polnischen Nationaloper. CD Polskie Radio / Beethoven-Gesellschaft, 2013
- Ł. Borowicz: Giuseppe Verdi: Simon Boccanegra (version 1853) mit Solisten und dem Staatsphilharmonischen Chor in Warschau. CD Polskie Radio / Beethovengesellschaft, 2013
- Ł. Borowicz: Andrzej Panufnik: Sfere - Symphonic Works Vol. 7. CD cpo, 2013
- Ł. Borowicz: Marek Sewen: Symfonia Olimpijska. CD Polskie Radio, 2014

## Auszeichnungen
Die konzertante Aufführung der Oper Lodoïska beim 12. Österlichen Ludwig-van-Beethoven-Festival unter der Leitung von Łukasz Borowicz wurde für den Midem Classical Award und dem Fryderyk-Chopin-Preis nominiert. Die Radioaufzeichnungen der Werke Andrzej Panufniks unter der Leitung von Łukasz Borowicz (4 CDs) wurden im Januar 2015 mit dem International Classical Music Award (ICMA) ausgezeichnet.